# Bundschikat
Koordinaten: 39° 46′ 28,1″ N, 68° 48′ 33,4″ O
Bundschikat (tadschikisch Бунчикат), auch Bunjikat, Bundjikat, war die frühmittelalterliche Hauptstadt der Region Usruschana (Ustruschana), die östlich von Sogdien in Zentralasien lag. Sie wird in der Nähe des heutigen Dorfes Schahriston in der Provinz Sughd im Norden Tadschikistans lokalisiert. Hier wurden auf einer Anhöhe über dem Fluss Schahristonsai unter anderem die Reste der befestigten Siedlung Kala-i Kach-Kacha 1 aus dem 7. bis 8. Jahrhundert und des Palastes von Kala-i Kach-Kacha 2 aus dem 7. bis 9. Jahrhundert freigelegt. Die gefundenen Wandmalereien gehören zu den bedeutendsten der sogdischen Kunst. 1999 wurde die Ausgrabungsstätte in die Tentativliste des UNESCO-Welterbes aufgenommen.

## Geschichtliches Umfeld

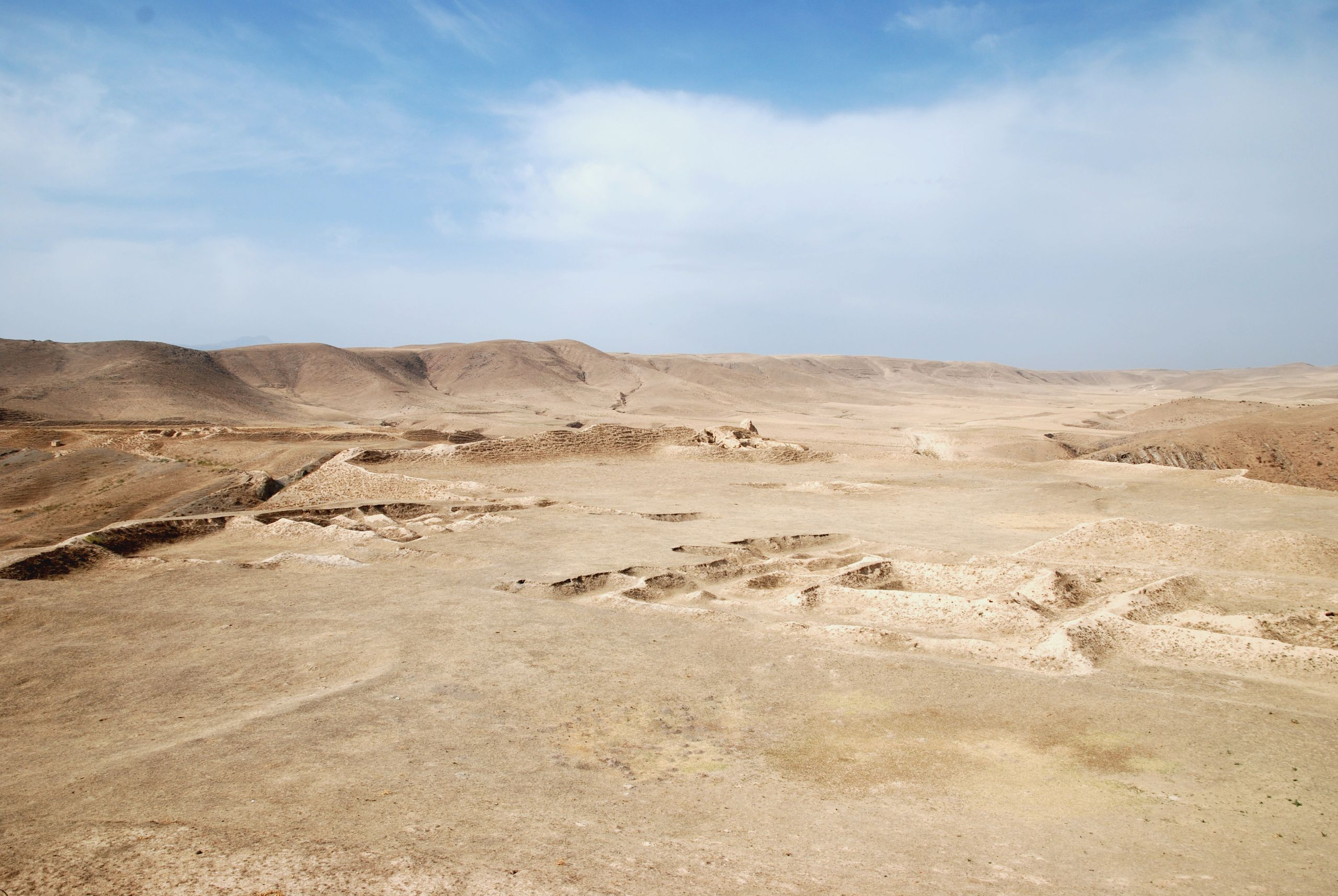
Kala-i Kach-Kacha 1. Gesamte Stadt vom Palast Richtung Westen. Rechts: Wohnhäuser im Zentrum, links: Wohnhäuser an der südlichen Umfassungsmauer, Mitte hinten: Kaserne und Südwest-Bastion.

Funde von Holztafeln mit sogdischer Kursivschrift aus der zwei Kilometer entfernten Palastruine Tschilchudschra und anderen Orten der Umgebung aus dem 7. bis 9. Jahrhundert zeigen die sprachliche und kulturgeschichtliche Verbindung zwischen den Regionen Usruschana und Sogdien. Die Bewohner beider Regionen schrieben und sprachen vermutlich dieselbe Sprache.
Seit den Eroberungszügen Alexanders des Großen im 4. Jahrhundert v. Chr. nannten antike Autoren den Landstrich zwischen Amudarja (Oxus) und Syrdarja (Jaxartes) Transoxanien. Die Sogdier tauchen erstmals als Ethnie in achämenidischen Quellen des 6. Jahrhunderts v. Chr. auf. Ab dieser Zeit scheint sich das Sogdische als eigenständige ostiranische Sprache entwickelt zu haben. Die Region Sogdien umfasste anfangs etwa das Gebiet Transoxanien und wurde vom nordwestlich gelegenen Choresmien unterschieden. Spätestens ab dem 1. oder 2. Jahrhundert beschränkte sich Sogdien auf ein wesentlich kleineres Gebiet am unteren Serafschan im heutigen Osten Usbekistans, und die ehemals zu Baktrien gehörende Region südlich des Flusses hieß nun Tocharistan. Usruschana lag ab dieser Zeit östlich von Sogdien zwischen dem westlichen Teil der Turkestankette als Südgrenze und dem Mittellauf des Syrdarja im Norden. Dieser bildete die Grenze zu den nördlich gelegenen Regionen Ilak und Schasch (Chach, heute Taschkent). Nach Nordosten reichte Usruschana bis etwa Chudschand im Ferghanatal.
Im 6. Jahrhundert v. Chr. hieß die Hauptstadt der Region Usruschana, die eine Provinz des persischen Achämenidenreiches war, Kurukada oder Kiropol. Sie war durch einen dreifachen Mauerring gesichert. Vermutlich meinten griechische Autoren mit Cyropolis denselben Ort, den Alexander der Große 329 v. Chr. eroberte und der sich an der Stelle der heutigen Stadt Istarawschan (in islamischer Zeit Ura Tube) befand. In den ersten nachchristlichen Jahrhunderten wurde Usruschana von lokalen Fürsten regiert, die vom Ende des 5. bis zum 6. Jahrhundert unter der Oberherrschaft der Hephthaliten und vom 7. bis Anfang 8. Jahrhundert unter der Herrschaft von Turkvölkern standen. Die Regenten trugen den Titel afschin, als Usruschana Anfang des 8. Jahrhunderts in langjährige Machtkämpfe mit den ersten muslimischen Eroberern der Abbasiden verwickelt wurde.
Die antiken befestigten Städte in Usruschana – neben Kurukada sind namentlich Baga und Gada bekannt – verloren im frühen Mittelalter ihre Bedeutung. Die 21 Kilometer südwestlich der persischen Provinzhauptstadt Kurukada gelegene Siedlung Bundschikat wurde ausgebaut. Die Blütezeit von Bundschikat begann im 7. Jahrhundert. Der Ort entwickelte sich entsprechend den anderen frühmittelalterlichen Städten in Zentralasien zu einem Machtzentrum, das aus einer befestigten Burg auf einem Hügel bestand, in deren Schutz sich in der Ebene unterhalb eine städtische Siedlung ausbreitete. Diese zweigeteilte Stadtgliederung spiegelte die feudale Gesellschaftsordnung, die in eine Adelsschicht und eine einfache Bevölkerung getrennt war.
Das Gebiet Usruschana war in eine Reihe von Bezirken (rustaq) eingeteilt mit Siedlungen, die in den Bergen und in der Ebene lagen. Der Reichtum von Usruschana basierte auf bewässertem Feldbau (Gerste, Weizen, Baumwolle und Weintrauben) und dem Abbau und der Verarbeitung von Bodenschätzen (Eisen, Gold und Silber). Der Warenaustausch entlang der durch das Gebiet führenden Seidenstraße brachte eine wohlhabende Händlerschicht hervor.
In der Umgebung von Bundschikat gab es einige isoliert stehende, befestigte Paläste wie Tschilchudschra und Urtakurgan (beide am Fluss Schahristonsai, zwei bis drei Kilometer südwestlich). Die Architektur der Gebäude und die Art der Verteidigungsanlagen war bei den sogdischen Festungen unterschiedlich und richtete sich nach den topographischen Gegebenheiten. Urtakurgan wird seiner Funktion gemäß als Burg (köschk) oder Schloss bezeichnet, obwohl das Gebäude ähnlich Tschilchudschra keinen äußeren Befestigungsring besaß, während Kala-i Kach-Kacha 2 in Bundschikat trotz seiner Umfassungsmauer nicht als Burg diente, sondern als ein von einer Mauer umgebener dreigeschossiger Palast des Adels. Seit dem 6. Jahrhundert entstanden in Usruschana ihrem Verwendungszweck nach unterschiedene Gebäudetypen: Neben den städtischen Palästen und den ländlichen Palastfestungen in der Peripherie der Städte gehörten hierzu Tempel und Kasernen. Ende des 9. Jahrhunderts wurde der Palast von Bundschikat zerstört, danach verlor das Herrschaftsgebiet Usruschana seine Unabhängigkeit, die es auch später nicht wieder zurückerlangte. Die Zerstörung war wahrscheinlich das Werk des Samaniden-Emirs Ismoil Somoni (Ismail ibn Ahmad, † 907), der von 892 bis 907 über Transoxanien herrschte und die Afschin-Dynastie beendete.

## Baubeschreibung

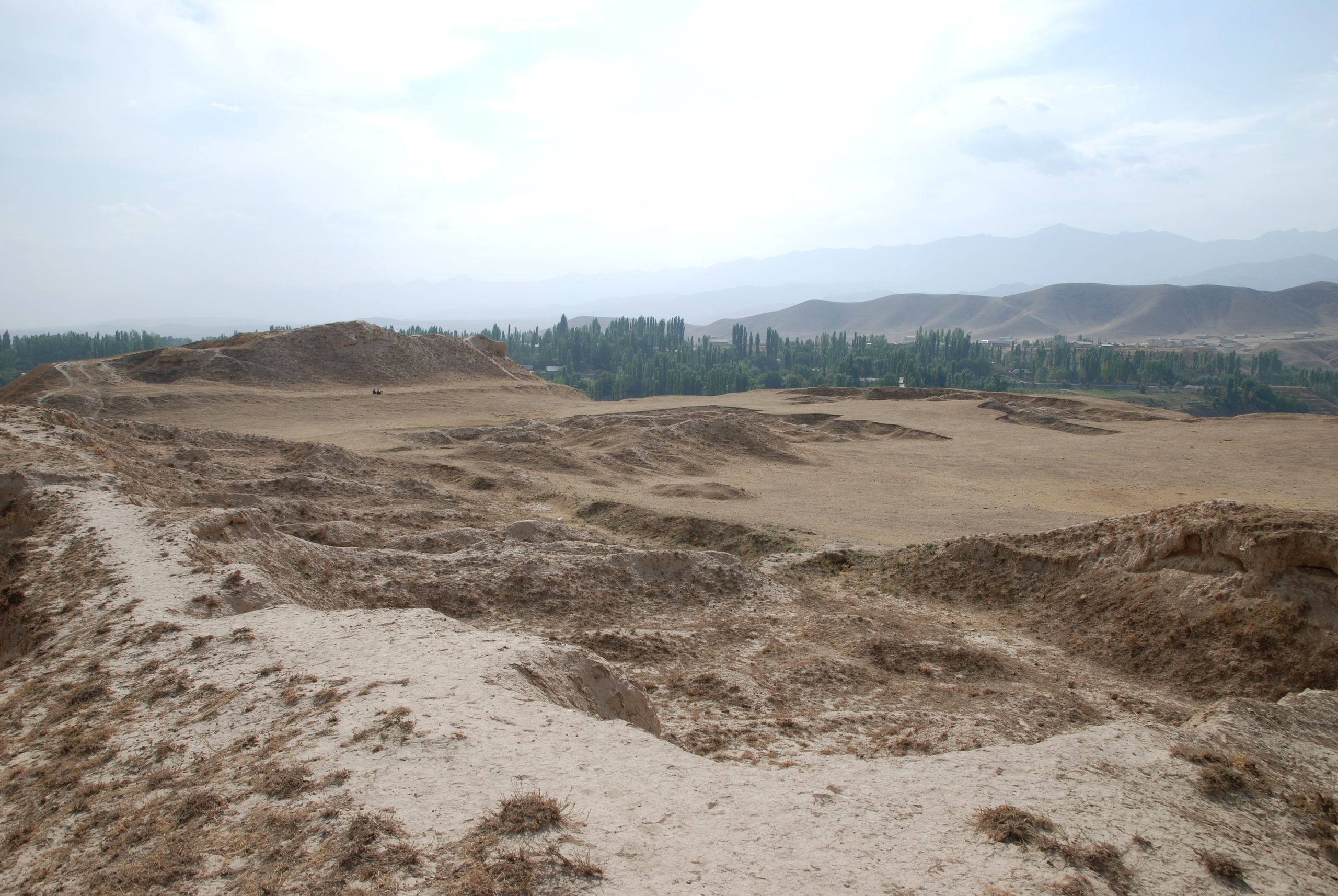
Kala-i Kach-Kacha 1. Von der nördlichen Umfassungsmauer Richtung Osten mit dem Palasthügel im Hintergrund.

Die Stadt Bundschikat bestand aus zwei Bereichen im Westen des Schahristonsai: 1) der befestigten Siedlung Kala-i Kach-Kacha 1 (Kala-i Kahkaha 1) mit einem Palast auf einem steil über dem Fluss aufragenden Hügelplateau, das vom Dorf Schahriston zu sehen ist, 2) dem kleineren Palastareal Kala-i Kach-Kacha 2 südlich und etwas tiefer gelegen, von Kala-i Kach-Kacha 1 durch ein kleines Tal getrennt, und 3) einem Kala-i Kach-Kacha 3 genannten Außenbezirk (rabaḍ) in der Ebene auf der Ostseite des Flusses, der unter den Samaniden im 9. und 10. Jahrhundert bewohnt war und der heute weitgehend vom modernen Dorf überbaut ist. Der Außenbezirk war ebenfalls von einer Mauer mit vier Toren umgeben. Die gesamte Stadt umschloss eine äußere Festungsmauer, innerhalb der auch Gärten und Weinberge lagen. Es gab genügend Wasser für die dicht besiedelten Wohnbezirke. Die Anlage wurde zwischen 1955 und 1960 von sowjetischen Archäologen des Instituts für Geschichte der tadschikischen Akademie der Wissenschaften unter der Leitung von Numan N. Negmatov untersucht.

### Kala-i Kach-Kacha 1
Die Umfassungsmauer der fünf Hektar großen, befestigten Stadt Kala-i Kach-Kacha 1 folgte dem unregelmäßigen Rand des ebenen Plateaus, das etwa auf der Höhe der sich im Westen anschließenden baumlosen und nur spärlich mit Gras bewachsenen Hügel liegt. Von diesen trennt ein Taleinschnitt das Ausgrabungsgelände, im Osten und Nordosten wird es durch das Flusstal begrenzt und im Süden durch ein Tal mit einem Graben von einem tiefer gelegenen Plateau, auf dem sich der Palast von Kala-i Kach-Kacha 2 befand. Die Umfassungsmauer aus Stampflehm war durch vorgelagerte Bastionen verstärkt, von denen ein mehrere Meter hoher Turmstumpf in der Südwestecke erhalten geblieben ist. Der Hauptzugang befand sich an der Nordseite und ein weiterer Zugang an der Westseite. Am höchsten Punkt im Osten lag der Palast, 57 Meter über dem Fluss. Von hier sind mehrere Grabungsfelder zu überblicken, die als Häuser von Geschäftsleuten, Töpferviertel und Kaserne identifiziert wurden. Zur Kaserne im Südwesten gehörten Unterkünfte, Wachhäuser und ein Exerzierplatz. Im Westen befand sich auch eine Zisterne (sardoba). Ein Kulttempel wurde nach der islamischen Eroberung in eine Moschee umgewandelt.
Die Wohnhäuser im nördlichen Stadtviertel verfügten über einen langen Raum, der durch Trennwände in einen halboffenen Iwan am Eingang, einen mittleren und einen hinteren Bereich unterteilt war. In der Stadtmitte waren die Häuser aufwendiger gestaltet mit einem Iwan als Eingang, der zu unterschiedlich großen Räumen führte. Die Decken waren von Säulen gestützt und die Wände reich mit Malereien verziert. Eine ähnliche Raumfolge – Hof, Iwan und dahinter zwei quadratische Räume – ist von mehreren persisch-zentralasiatischen Palästen bekannt, ebenso von vorislamischen Heiligtümern wie Paikent (sogdisches Handelszentrum bei Buchara) oder Surkh Kotal (Feuertempel in Nordafghanistan).  Ein Viertel an der südlichen Umfassungsmauer bestand aus eng nebeneinandergebauten Wohneinheiten mit zwei bis drei Räumen, die jeweils über einen gemeinsamen Korridor von der Straße zugänglich waren.

#### Palast

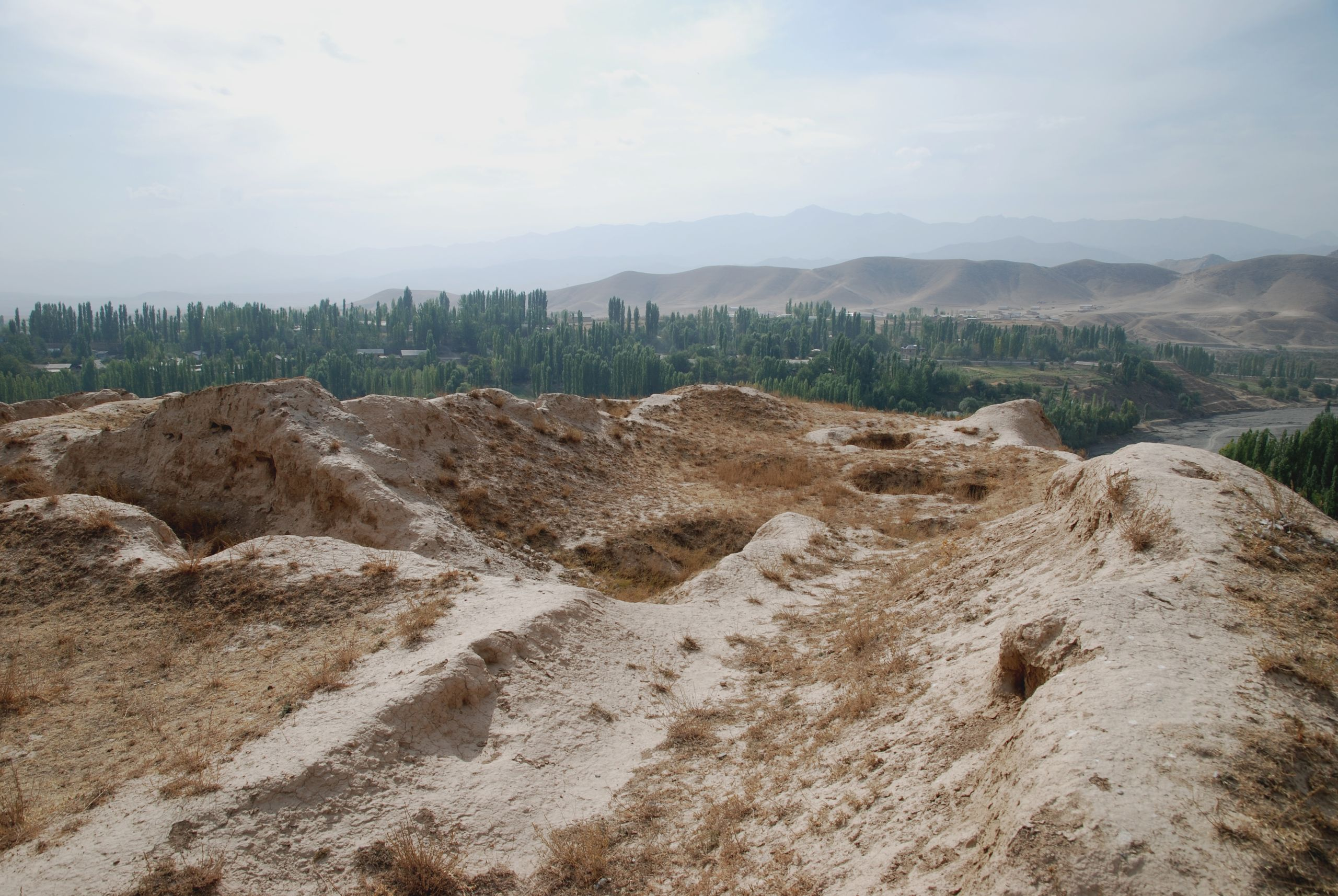
Vom Palast auf der Hügelspitze Richtung Südosten über das Kiesbett des Schahristonsai.

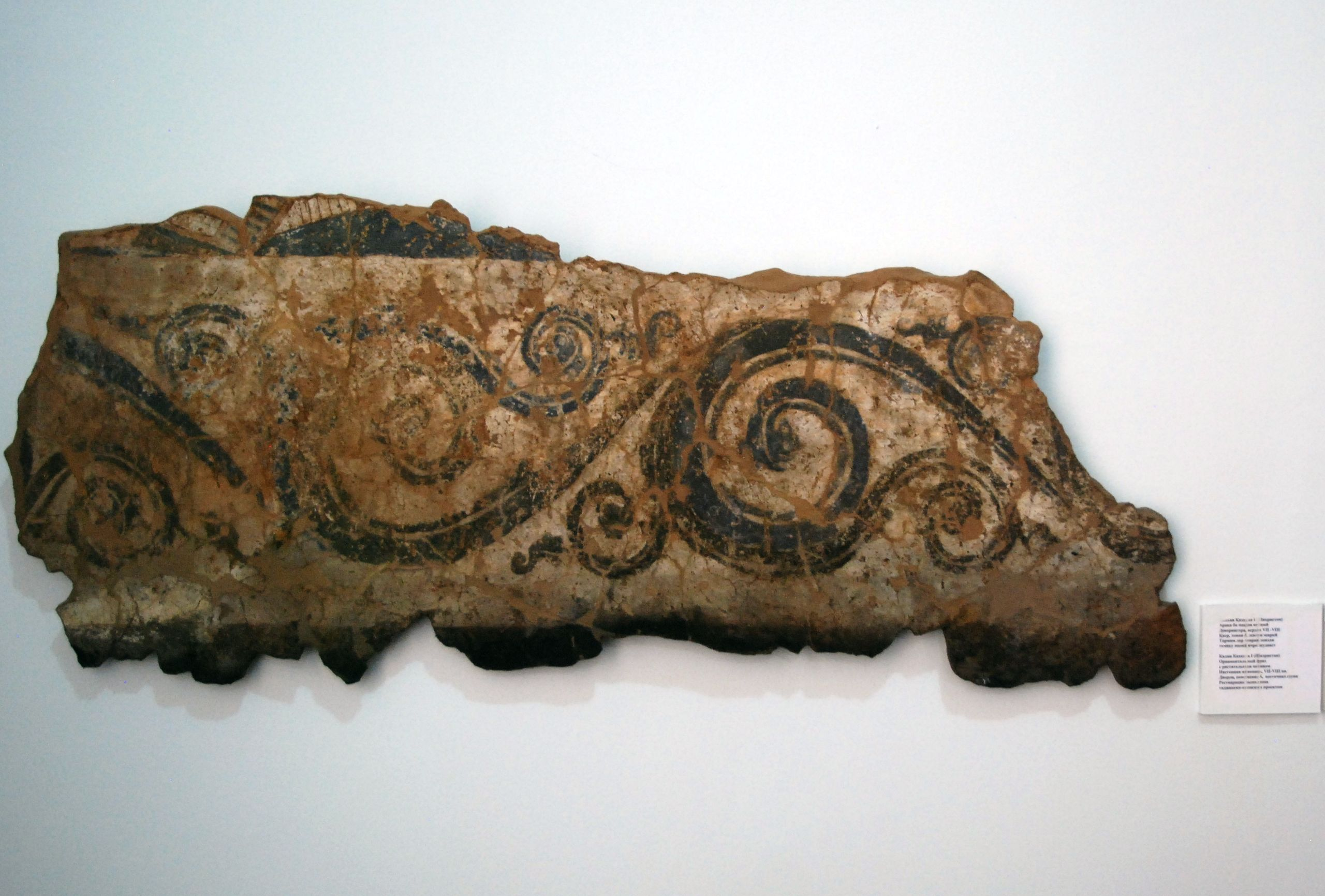
Fragment einer Wandmalerei im Archäologischen Museum in Duschanbe, 7./8. Jahrhundert.

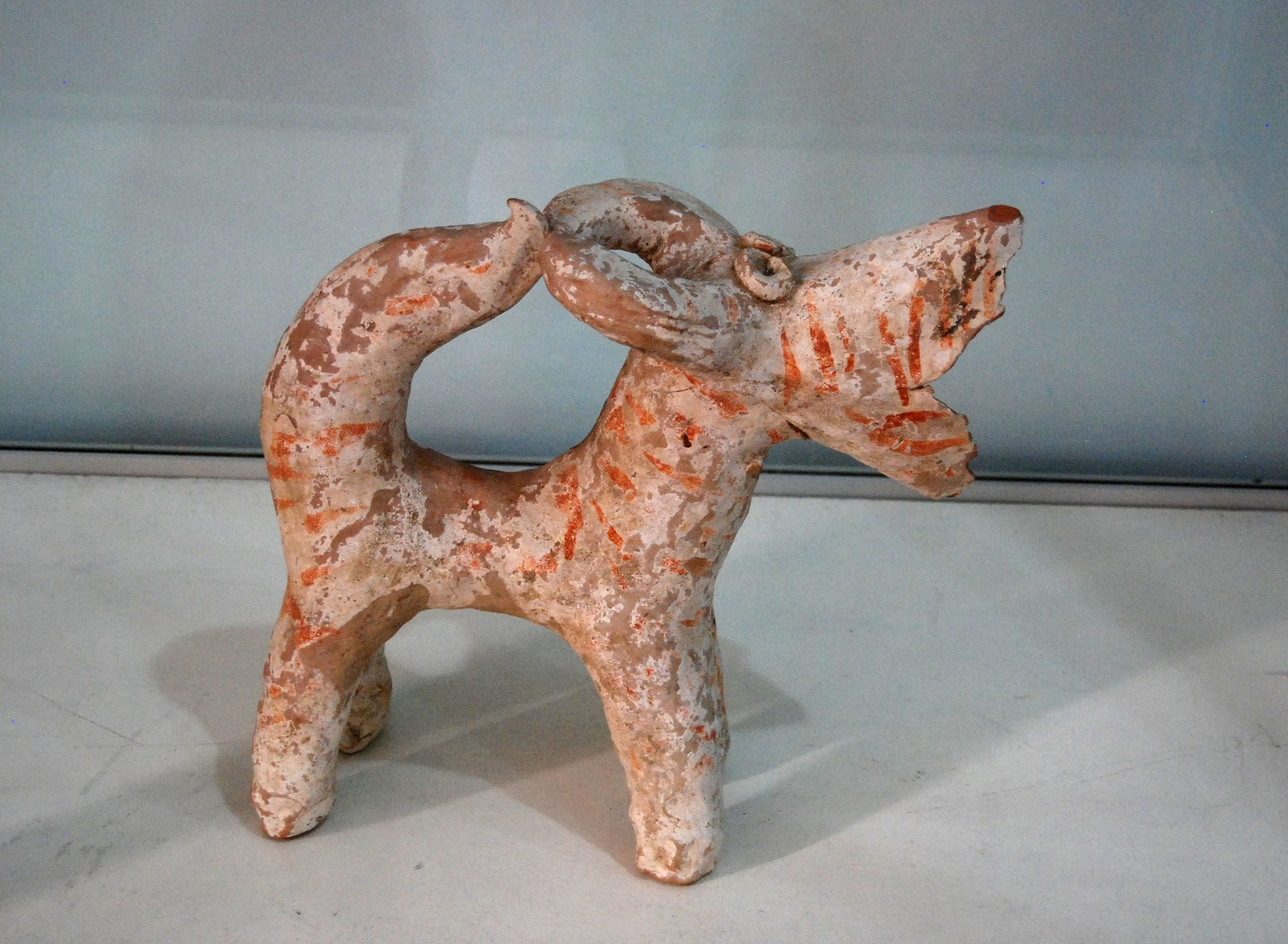
Figur im Archäologischen Museum in Duschanbe.

Der Palast der Herrscher (afschin) besaß auf einer Gesamtfläche von 38 × 47 Metern 20 Räume und einen zwar komplizierten, aber funktionell geplanten Grundriss mit einem Korridor, der das Gebäude in zwei verschieden große Bereiche gliederte. Er war von einer Mauer mit Ecktürmen umgeben und wurde von einem quadratischen Turm in der Mitte des Dachs überragt. Die Wände waren aus Lehmziegeln gemauert und mit Lehm verputzt. Vom repräsentativ in der Art eines Iwan gestalteten Eingang im Westen führte ein Weg hinunter zum Außenbezirk (rabaḍ), der von Archäologen Kala-i Kach-Kacha 3 genannt wird. An der Westseite befanden sich eine 17,7 × 11,8 Meter große Säulenhalle in zweigeschossiger Höhe, die in Längsrichtung auf einen erhöhten Thronraum orientiert war, eine kleinere niedrigere Halle (9,6 × 9,5 Meter) und der Schrein des Palastes. Auf der gegenüberliegenden Seite lagen ein Wohnraum und daneben ein Raum für Bedienstete. In einem schmalen Raum, der als „Waffenlager“ bezeichnet wird, waren Steinkugeln für Wurfschleudern gelagert. Die 5000 gefundenen Steine wiegen 32 bis 48 Kilogramm. Umgeben waren diese Räume innerhalb der Ummauerung von einer Küche, einer Backstube und weiteren Hauswirtschaftsräumen.
Seit sowjetische Archäologen ab der Mitte des 20. Jahrhunderts begannen, die Wandmalereien sogdischer Städte ans Licht zu bringen, zählt Bundschikat zusammen mit Warachscha (45 Kilometer westlich Buchara), Afrasiab (nördlich von Samarkand) und Alt-Pandschakent (bei Pandschakent) zu den bedeutendsten sogdischen Ausgrabungsstätten. Das große Thema der Kunst von Ustruschana ist der für die iranische Religion und Mythologie wesentliche Kampf zwischen Gut und Böse. Im Palast ist dieses Thema in den Malereien des kleinen Saals und des zentralen Korridors sowie in den Holzreliefs am Eingang des Thronsaals dargestellt.
Zu den freigelegten Wandmalereien aus dem Palast, von denen einige im Archäologischen Nationalmuseum in Duschanbe und in der Eremitage in Sankt Petersburg ausgestellt sind, gehört eine einst sechs Meter lange Malerei, die sich an der Westwand des Korridors befand und fünf Szenen beinhaltet. Auf der linken Seite ist eine sitzende Figur auf einem Thron dargestellt, vor der eine andere Figur kniet. In der zweiten Szene überreicht eine kniende Frau ein Kind an einen neben ihr knienden Mann. Darauf folgt eine Szene, in der etwas in einem Wasser, möglicherweise in einem Fluss, schwimmt. Festlich gekleidete Personen stehen auf beiden Seiten an den Ufern. In der abschließenden Szene säugt eine Wölfin zwei kleine Knaben. Das Thema der gesamten Darstellung ist die Aussetzung und Rettung von Romulus und Remus, den sagenhaften Gründern der Stadt Rom in der römischen Mythologie. Der Mythos von den göttlichen Zwillingsbabys, die in einem Korb auf dem Tiber ausgesetzt, von einer Wölfin im Schilfufer gefunden und gestillt und später von einem Hirten großgezogen werden, hat seinen Ursprung in der älteren griechischen Mythologie. Er war auch außerhalb des Römischen Reichs verbreitet. Darauf verweisen Siegel, Kupfermünzen und Brakteaten (Blechmünzen) aus dem 6. Jahrhundert aus Byzanz und aus dem Sassanidenreich, die eine Wölfin mit zwei Knaben abbilden. Die sogdischen Herrscher könnten das römische Wolfsmotiv von den Byzantinern übernommen haben, bildlich vermittelt durch Brakteaten, von denen einer mit der Darstellung einer Wölfin auch in Alt-Pandschakent gefunden wurde. Ähnliche Wolfsmythen sind von den nordasiatischen Wusun und von den Mongolen bekannt. Ein Vergleich lässt sich ferner mit den Mythen einiger turkischer Stämme ziehen, bei denen der Wolf als Urvater galt. Von ihnen könnten die Sogdier den Wolf als Machtsymbol übernommen haben. Auf die Wandmalerei im Palast bezieht sich die Bronzeskulptur einer säugenden Wölfin an der Passstraße nördlich des Schahriston-Tunnels.
Mehrere Malereien aus dem Palast zeigen die mesopotamische Göttin Nanaja mit vier Armen und den Emblemen von Sonne und Mond in ihren erhobenen Armen, mit denen sie sich möglicherweise als Wächtergottheit, die den Wechsel von Tag und Nacht kontrolliert, zu erkennen gibt. Die vier Arme der in Transoxanien weit verbreiteten Gottheit gehen auf einen indischen Einfluss zurück. Die ältesten Abbildungen einer vielarmigen Göttin mit Sonne und Mond in zwei Händen stellen kuschanazeitliche Skulpturen aus Mathura dar (zweite Hälfte 2. Jahrhundert n. Chr.). Zum indischen kommt bei der auf einem Löwen sitzenden Nanaja ein chinesischer Einfluss hinzu, der sich an ihren mandelförmigen Augen zeigt.
Die Wandmalereien im kleinen Saal stellen eine groß angelegte Schlacht zwischen Menschen, Göttern und anderen himmlischen Wesen auf der einen Seite und einem Heer von Dämonen auf der anderen Seite dar. Die fragmentarisch erhaltenen Gesichter der Dämonen erscheinen individuell und ausdruckskräftig. Die nächste Szene zeigt die Menschen friedlich beisammen, wie sie sich nach der Schlacht erholen. Ein Malereifragment an der Nordwand des Saals bildet drei nebeneinander sitzende Musiker ab, von denen der linke eine Knickhalslaute entsprechend der persischen barbat mit einem großen runden Korpus spielt und der mittlere sowie der rechte eine vertikale Winkelharfe mit zwölf bis 15 Saiten, die mit dem persischen Namen tschang im Vorderen Orient weit verbreitet war. Es handelt sich bei den Musikern um Krieger mit Helmen auf dem Kopf und mit Schwertern bewaffnet. Eine andere, bruchstückhaft erhaltene Wandmalerei konnte als fast lebensgroße stehende Harfenspielerin rekonstruiert werden, die mit einem langen Kleid und Hosen in einem ovalen Rahmen steht und mit beiden Händen eine zehn- bis dreizehnsaitige Winkelharfe spielt. Es könnte sich um die Göttin az-Zuhra (Zuchra) handeln, die dem Planeten Venus zugeordnet ist und in der altorientalischen Mythologie als Beschützerin der Musiker auftritt.
In der religiösen sogdischen Kunst kommt eine sitzende Gottheit vor, aus deren Thron zu beiden Seiten Pferdeprotomen herausragen. Die Götterfigur aus Bundschikat, die sich gegenüber dem Saaleingang an der Westwand befand, hält ein langes Schwert, das bis zu den Füßen reicht. Symmetrisch von Pferdeprotomen umgebene sitzende Figuren sind auch von buddhistischen Felsmalereien aus dem 8. Jahrhundert in Dokhtar-i Noshirwan (Nigar, nahe Bamiyan in Afghanistan) bekannt. Unter den Malereiresten fand sich auch der Kopf eines buddhistischen Torwächters (Dvarapala) mit weit aufgerissenem Mund. Der aus Bundschikat stammende Fürst Afschin Haidar († 841) besaß in seinem Palast in Bagdad nach den Angaben des persischen Historikers at-Tabarī eine Götterfigur, wahrscheinlich eine Darstellung Buddhas, weswegen er dort angeklagt wurde. Demnach wurde in Usruschana der Buddhismus unter muslimischer Herrschaft noch Mitte des 9. Jahrhunderts in gewissem Maß geduldet.
Eine Gefäßflöte aus Ton in der Form einer Kanne wurde vermutlich teilweise mit Wasser gefüllt, sodass beim Hineinblasen durch das Mundstück der Klang eines trillernden Vogels entstand. In Sogdien und anderswo in Zentralasien wurden ansonsten Gefäßflöten in Vogelgestalt vermutlich unter anderem bei magischen Ritualen verwendet.
Von besonderem Wert sind die aus dem Palast erhaltenen, reliefierten Holzpaneele. In Duschanbe ist das Holzfragment eines halbrunden Tympanons ausgestellt, das sich vor dem Thronsaal nahe der Nordwand befand. Es zeigt äußerst kleinteilige figürliche und pflanzliche Ornamente, mit denen eine Reihe von am Rand umlaufenden Kreisbögen ausgefüllt sind. Unter den Figuren ist der mythische König Zahhak (Zohak) zu erkennen. Zur Ausstattung der Säle gehörten ebenso ornamentierte Säulen und hölzerne Friese mit Köpfen und kreisförmig umrahmten Blumenmustern. Die versammelten Gesprächsteilnehmer setzten sich auf rechteckige Plattformen. Die Fundobjekte und Wandmalereien wurden bei einem Brand verschüttet, der sich nach dem Prozess gegen Afschin Haidar ereignet haben muss und den Palast zerstörte.

#### Kaserne

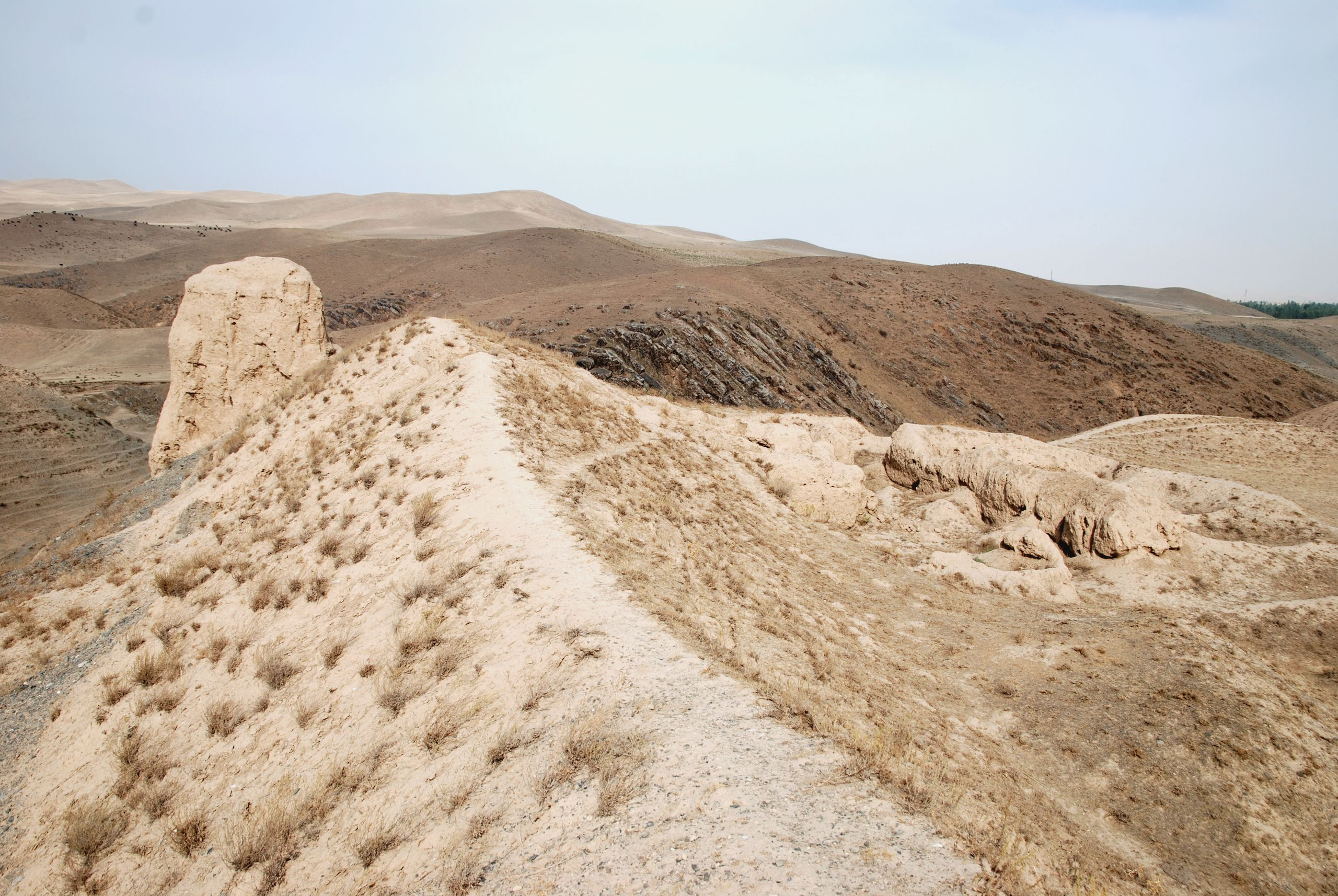
Südliche Umfassungsmauer Richtung Westen mit dem Rest der Bastion an der Südwestecke. Rechts ein Teil der Kaserne.

Das als Kaserne identifizierte Gebäude wurde ab 1956 in einem 6,4 Meter hohen künstlichen Hügel nahe der südwestlichen Bastion freigelegt. Das Gebäude mit einer Grundfläche von etwa 20 × 20 Metern war zweigeschossig. Der einzige Eingang an der Ostseite führte zu einem 2,4–2,6 Meter breiten und 16,5 Meter langen Mittelgang, welcher das Gebäude halbierte. Über diesen Gang waren im nördlichen Teil fünf und im südlichen Teil sieben schmale Räume zu erreichen. Sie waren 1,3–1,5 Meter breit und 5–6,5 Meter lang. Alle Räume waren mit Tonnengewölben überdeckt und relativ gut erhalten. Für das schlecht erhaltene Obergeschoss wird ein ähnlicher Grundriss angenommen. Dessen geringe Reste wurden abgetragen, bevor die Ausgräber das Erdgeschoss untersuchten. Als Obergeschoss legten sie einen etwa 2,3 Meter breiten und 11 Meter langen Korridor frei, der zu verschütteten Räumen in der Nordhälfte führte. Ein Aufgang zum Obergeschoss kam nicht zum Vorschein, vermutlich war es nur über die Wehrmauer zugänglich, von der das Gebäude über einen schmalen Gang getrennt war. Die Stärke der Außenmauern betrug an der Nord- und Westseite im unteren Bereich 2,6 Meter. Die Tonnengewölbe waren mit Lehmziegeln in schräg stehenden Ringschichten errichtet, also mit aufrecht eingesetzten Ziegeln, die wie bei einem nubischen Gewölbe als einzelne Gewölberinge eingebaut werden. Die Gewölbe über einigen Durchgängen waren in Radialschichten (in einem waagrechten Verband) verlegt. Durch eine schräge Zurichtung und durch keilförmige Fugen nach oben geführt, trafen die Ziegel von beiden Seiten mit ungefähr einer Neigung von 45 Grad am Scheitel zusammen und verzahnten sich dort in einem Fischgrätenmuster ineinander. Das Gebäude kann nur durch Architekturvergleich in das 7. oder 8. Jahrhundert datiert werden, denn es waren keine für eine genauere zeitliche Bestimmung verwendbaren Kleinfunde vorhanden.

### Kala-i Kach-Kacha 2

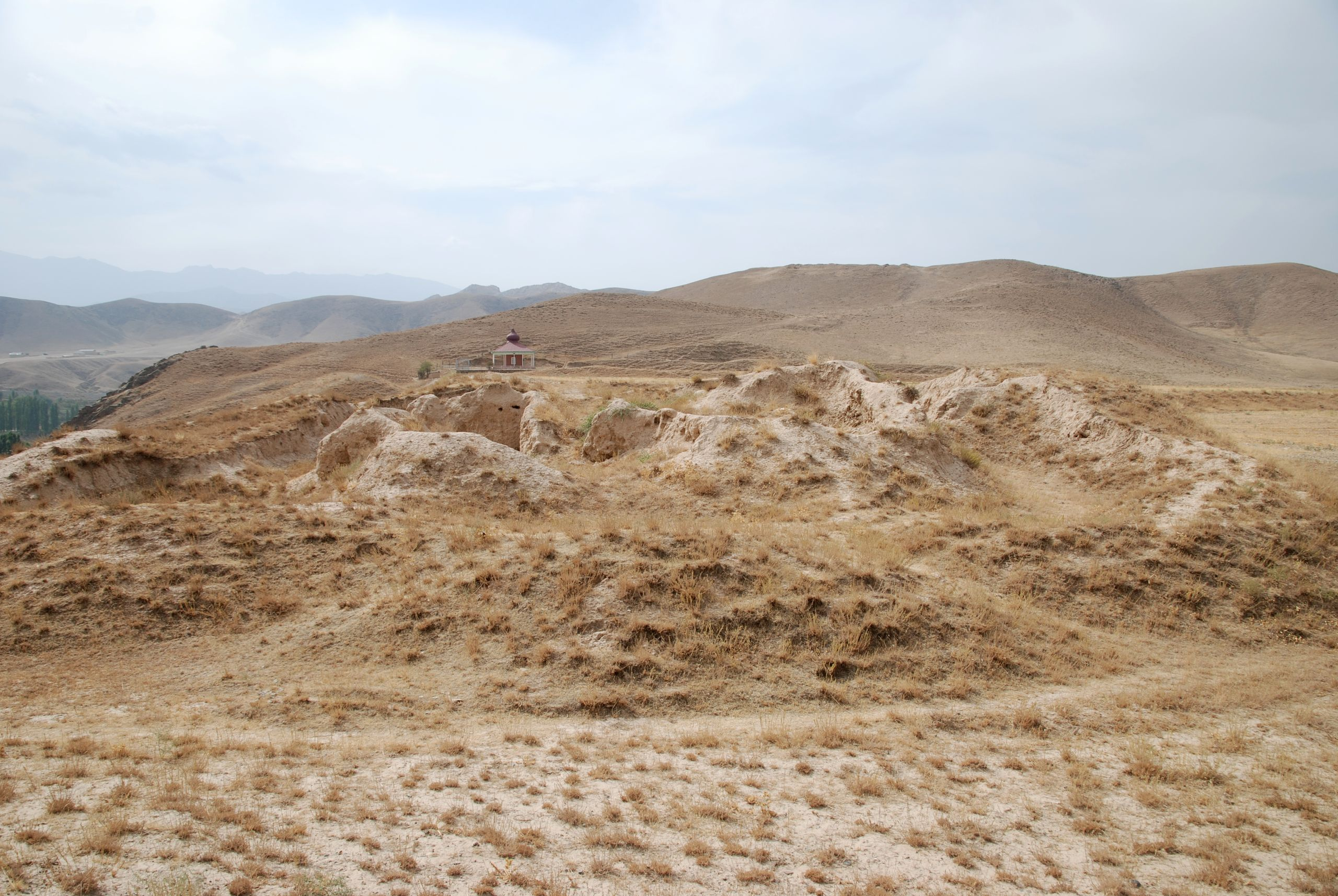
Kala-i Kach-Kacha 2. Palast Richtung Süden

Die kleinere und südlich gelegene Siedlung Kala-i Kach-Kacha 2 bedeckte eine rechteckige ebene Fläche von 230 × 210 Metern, die auf allen Seiten von einer Mauer umgeben war. Im Westen und Süden war noch eine weitere Umfassungsmauer vorhanden. Der einzige Zugang befand sich im Nordwesten. Der zwischen 1955 und 1958 im Nordosten nahe der Ostmauer über dem Fluss freigelegte Palast war dreigeschossig und hatte Grundmaße von 26,5 × 22,5 Metern. Das Gebäude war wegen seiner Außenmauer einer Burg ähnlich, dennoch klassifiziert der russische Archäologe Sergej Chmelnizkij es seiner Funktion nach als Palast mit einer „höfisch-gesellschaftlichen Bestimmung“. Der Eingang von der Nordseite ins Erdgeschoss führte durch einen 5,3 × 2,6 Meter großen Vorraum 1 in Raum 2 (6,5 × 6,1 Meter) und über einen engen Verbindungsgang in Raum 3 (5,6 × 5,2 Meter). Der halboffene Raum 4 im Osten der Nordwand maß 5,3 × 4,7 Meter. Alle vier Räume des Erdgeschosses dienten als Empfangsräume.
Von Osten nach Westen stiegen die drei nicht übereinanderliegenden Etagen treppenförmig an. Das erste Obergeschoss im mittleren Drittel beherbergte drei schmale Wirtschaftsräume und im zweiten Obergeschoss an der Westseite befanden sich die beiden Wohnräume. Die Stockwerke waren über eine Wendelrampe in der Mitte der Nordseite miteinander verbunden. Vom Eingang im Raum 1 des Erdgeschosses führte die Rampe bis zum langen Korridor im ersten Obergeschoss (Raum 5) und endete im mittleren Raum 9 des zweiten Obergeschosses. Bei der Ausgrabung waren noch kleinere Teile der Tonnengewölbe über der Rampe vorhanden. Die Stärke der nördlichen und südlichen Außenmauer betrug im unteren Bereich 3,3–3,7 Meter, der östlichen Mauer 3,7 und der westlichen Mauer 2,4 Meter. Der Fußboden des Erdgeschosses entsprach dem gewachsenen Untergrund. Für die oberen Stockwerke wurde ein Sockel aus etwa 70 × 70 Zentimeter großen Lehmblöcken aufgebaut. Die Tonnengewölbe bestanden aus Ringschichten mit Maßen für die Lehmziegel von 49–51 × 25–26 × 7–11 und 62 × 35 × 8 Zentimetern. Die Datierung des Gebäudes ist nicht genauer als in das 7. bis 9. Jahrhundert möglich. Es kamen einige Holzteile und Malereireste zum Vorschein.